# Кестимка
Кести́мка (Кестим) — річка в Росії, ліва притока Чепци. Протікає територією Удмуртії (Балезінський район).
Річка починається неподалік колишнього села Гурдошур, протікає на північний схід. Впадає до Чепци нижче села Кестим. Береги річки в середній течії стрімкі, в пригирловій заплаві заболочені, де створена дренажна система каналів. Приймає декілька дрібних приток, в основному зліва.
Над річкою розташовані села Верхній Кестим, Пиб'я, Нуризово, Кестим.